# Papelucho
Papelucho est un personnage de fiction de la littérature jeunesse créé par l'auteur chilienne Marcela Paz. Il apparait dans une douzaine d'albums narrant sous la forme d'un journal les aventures d'un enfant chilien âgé de huit ans, inspirées de la propre enfance de l'auteur. Extrêmement populaires au Chili, certains livres de la série sont devenus des lectures quasiment obligatoires dans les écoles.

## Livres
- 1947 : Papelucho
- 1951 : Papelucho casi huérfano (Papelucho presque orphelin)
- 1955 : Papelucho historiador (Papelucho historien)
- 1957 : Papelucho detective (Papelucho détective)
- 1958 : Papelucho en la clínica (Papelucho à la clinique)
- 1960 : Papelucho perdido (Papelucho perdu)
- 1964 : Mi hermana Ji, por Papelucho (Ma sœur Ji, par Papelucho)
- 1966 : Papelucho misionero (Papelucho missionnaire)
- 1968 : Papelucho y el marciano (Papelucho et le martien)
- 1971 : Mi hermano hippie, por Papelucho (Mon frère hippie, par Papelucho)
- 1971 : Papelucho en vacaciones (Papelucho en vacances)
- 1974 : Papelucho ¿soy dix leso? (Papelucho, suis-je dix lesique ?), jeu de mots sur disléxico (dyslexique)

## Traductions
Le premier tome de Papelucho est traduit en français dès l'année de sa sortie, en 1951, par G. Tyl-Cambier et paraît dans la collection Rouge et Bleue aux éditions G.P.. Le premier tirage de 25 000 exemplaires se vend rapidement et un nouvel album parait deux ans plus tard. De nouvelles traductions paraissent à partir des années 80 et jusque dans les années 90 chez Bordas puis chez Pocket.
- 1980 : Papelucho, traduit par Jean-Paul Duviols, illustrations de Morgan[1]
- 1997 : Papelucho, traduit par Jean-Paul Duviols, illustrations de Yola[2]
- 2000 : Papelucho, drôle de zozo, traduit par Jean-Paul Duviols[3]

## Prix et distinctions
- 1968 : (international) « Honor List »[4], de l' IBBY, pour Papelucho misionero
- 1982 : Prix national de Littérature pour son auteur Marcela Paz, pour cette série jeunesse Papelucho

## Adaptations
Une adaptation en film de Papelucho et le martien sort au cinéma en 2007.